# 濱田邦彥
濱田邦彥（日语：濱田 邦彦，1968年5月31日—），日本男性動畫師、人物設計師。出身於三重縣四日市市。動畫公司MADHOUSE所屬。
加入MADHOUSE後，負責電視動畫系列的作畫、（總）作畫監督、人物設定。代表作有《MONSTER》、《NANA》等。尊敬的人物昰安彥良和。

## 作品列表

### 電視動畫
1994年
- DNA²（原畫）

1998年
- 庫洛魔法使（－2000年，作畫監督、原畫）

2001年
- X（作畫監督）
- 銀河天使（作畫監督）

2002年
- Chobits（作畫監督、構圖作監、總作畫監督補佐、原畫）

2003年
- 機魂末世錄（日语：TEXHNOLYZE）（作畫監督）
- 獸兵衛忍風帖 龍寶玉篇（日语：獣兵衛忍風帖）（原畫）
- 極道鮮師（作畫監督）

2004年
- MONSTER（－2005年，總作畫監督、作畫監督）

2006年
- NANA（－2007年，人物設定[1]、總作畫監督）

2007年
- 賭博默示錄（總作畫監督、作畫監督、原畫）

2008年
- 死亡筆記本 L的繼承者（原畫）
- 狂亂家族日記（原畫）
- 魍魉之匣（總作畫監督、構圖作監、OP原畫）

2009年
- 再造人卡辛 Sins（日语：キャシャーン Sins）（作畫監督、圖形作監補佐）

2010年
- 世紀末超自然學院（作畫監督補佐、原畫）
- 鋼鐵人 (2010年動畫（日语：アイアンマン (2010年のアニメ)）)（作畫監督補佐）

2011年
- 花牌情緣（－2012年，人物設定、總作畫監督、作畫監督、OP作畫監督、ED作畫監督）

2012年
- BTOOOM！（OP原畫）
- 神奇寶貝超級願望 (第2期)（原畫）

2013年
- 花牌情緣2（人物設定、總作畫監督、OP作畫監督、ED作畫監督）

2014年
- NO GAME NO LIFE 遊戲人生（作畫監督、原畫）

2015年
- 俺物語!!（人物設定[2]、總作畫監督、OP作畫監督、ED分鏡&演出&作畫）

2016年
- 鑽石王牌 -SECOND SEASON-（作畫監督）

2018年
- 庫洛魔法使 透明牌篇（人物設定）

2019年
- 花牌情緣3（－2020年，人物設定、總作畫監督、作畫監督）

2023年
- 和山田談場Lv999的戀愛（人物設定）
- 葬送的芙莉蓮（作畫監督）

### OVA
1992年
- 東京巴比倫（動畫）
- 絕愛 -1989-（日语：絶愛-1989-）（動畫）
- 下載 南無阿彌陀佛是愛的誦詩（日语：ダウンロード 南無阿弥陀仏は愛の詩）（動畫）

1993年
- A-Girl（動畫）
- The Cockpit（日语：戦場まんがシリーズ）（動畫）
- POPS（動畫）
- （動畫）
- （動畫）
- 輾轉難眠的江戶！（日语：お江戸はねむれない!）（動畫）
- 銃夢（動畫）
- 人魚之傷（動畫）

1996年
- 鐵腕女警（原畫）

2011年
- 機動戰士鋼彈UC（作畫監督）

### 電影動畫
1991年
- 福星小子：聖水奇缘（動畫）

1993年
- 獸兵衛忍豐帖（日语：獣兵衛忍風帖）（動畫檢查）

1995年
- 安妮的日記（作畫監督補）

1996年
- 劇場版 X（作畫監督補）

2000年
- 劇場版 庫洛魔法使：被封印的卡片（作畫監督）

2001年
- 大都會（原畫）

2007年
- 琴之森（作畫監督）

2009年
- 夏日大作戰（作畫監督）

2012年
- 藏獒多吉 ～金色的Doge～（日语：チベット犬物語 〜金色のドージェ〜）（作畫監督）

2017年
- 春宵苦短，少女前進吧！（原畫）
- 宣告黎明的露之歌（原畫）

2019年
- 乘浪之約（原畫）

## 相關項目
- MADHOUSE
- CLAMP
- 淺香守生
- 日本動畫師列表

## 外部連結
- MADHOUSE：濱田邦彥 （日語）